# Alvise III Mocenigo
Alvise III Mocenigo, född 1662, död 1732, var en venetiansk doge. Han var regerande doge av Venedig 1722–1732. 